# باول دوبسون (ممثل)
باول دوبسون (بالإنجليزية: Paul Dobson)‏ هو ممثل كندي وبريطاني، ولد في 7 ديسمبر 1963 في إنجلترا في المملكة المتحدة.

## أعمال

### أفلام
- (2015) شاباي[6][7]

## وصلات خارجية
- باول دوبسون على موقع IMDb (الإنجليزية)
- باول دوبسون على موقع قاعدة بيانات الفيلم (الإنجليزية)
- باول دوبسون على موقع ANN person (الإنجليزية)